# ساتورن I SA-2
اس.أي-2 بالإنجليزية SA-2 هي ثاني تجربة لإقلاع الصاروخ ساتورن 1 وهي جزء من برنامج ناسا لغزو الفضاء.

## الغرض
كان الغرض من الإطلاق الثاني SA-2 للمرحلة الأولى من صاروخ ساتورن 1 هو نفس الغرض من عملية الإطلاق اس.أي-1. فبالإضافة إلى الت: د من عمل المحرك الصاروخي المعدل هو إجراء تجربة إطلاق كمية كبيرة من الماء إلى الأجواء العليا ومتابعة خصائصها.
ولاجراء التجربة فقد ملئت المرحلتان الثانية والثالثة للصاروخ ساتورن 1 بكمية ماء 109.000 لتر، وفجرت تلك الكمية عندما وصل الصاروخ إلى ارتفاع 105 كيلومتر. وبعد انتشار الماء على ذلك الارتفاع قام المختصون بدراسة تأثيرها على البث الكهرومعناطيسي وكذلك دراسة التغيرات التي تحدث في حالة الطقس.

## الإطلاق

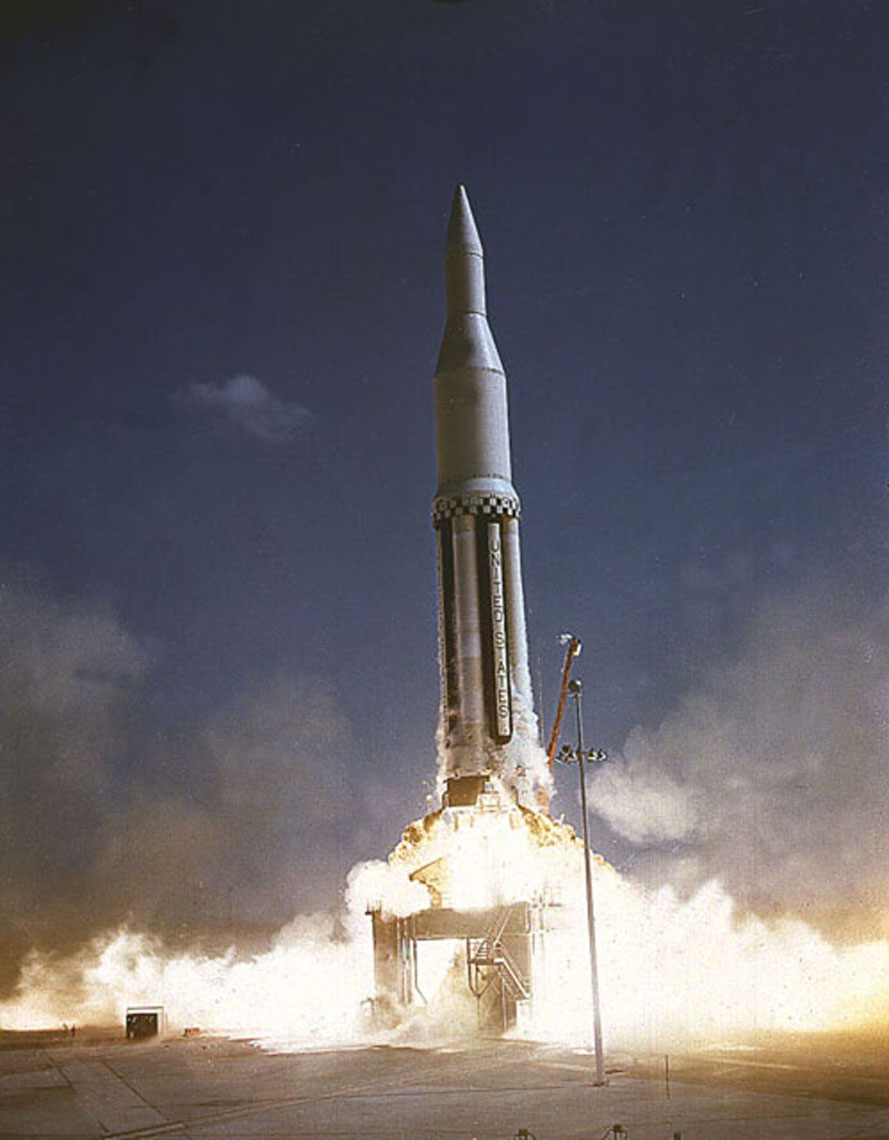
إطلاق رحلة SA-2-Mission

استغرق الاستعداد لتلك التجربة شهرين في كيب كانيفرال بعد وصول المرحلة الأولى والمرحلتان التقليدتان والاستعداد للأطلاق في 25 أبريل 1962. وكما كان الحال في حالة الإطلاق الأول فكان أقصي ارتفاع أقل من أن يأخذ الصاروخ مدارا حول الأرض (إطلاق تحت مداري).وكان الإطلاق نموذجيا ووصل الصاروخ وحمولته إلى أقصى ارتفاع له 105 كيلومتر.
وصل الصاروخ إلى ارتفاعه المنشود بعد دقيقتين و56 ثانية من الإطلاق، وارسلت إشارة لتدمير الصاروخ. وبعد انفجار حمولة الماء وتفرقها بمدة 5 ثوان بدأت القياسات على الأرض حيث رؤيت سحابة تتكون، ثم بدأت السحابة في الصعود إلى أعلى حتي وصلت إلى ارتفاع 60 كيلومتر.

## اقرأ أيضا
- أبولو 8
- أبولو 10
- أبولو 11
- نيل أرمسترونج
- قائمة بعثات أبولو

## وصلات خارجية
- Moonport: A History of Apollo Launch Facilities and Operations  نسخة محفوظة 18 مارس 2011 على موقع واي باك مشين.
- http://nssdc.gsfc.nasa.gov/database/MasterCatalog?sc=SATURNSA2 نسخة محفوظة 30 أكتوبر 2007 على موقع واي باك مشين.
- http://science.ksc.nasa.gov/history/apollo/sa-2/sa-2.html نسخة محفوظة 17 يوليو 2009 على موقع واي باك مشين.
- The Apollo Spacecraft: A Chronology نسخة محفوظة 9 ديسمبر 2017 على موقع واي باك مشين.